# Володарский, Александр Викторович
Александр Викторович Володарский (также известен как shiitman; род. 13 августа 1987, Луганск) — украинский публицист, блогер и художник-акционист. В прошлом — гражданский активист, участник независимого студенческого профсоюза «Прямое действие», Автономного союза трудящихся и всеукраинского анархистского объединения «Либертарная координация». По профессии программист. С 2002 по 2009 год учился в Германии, начиная с ноября 2009 живёт и работает в Киеве.

## Общественная позиция
В прошлом Александр Володарский называл себя анархо-синдикалистом. Примкнул к Евромайдану лишь 19 января 2014 года, после принятия законов о диктатуре, так как считал своими принципиальными противниками не только полицейское государство во главе с Януковичем, но и либералов, националистов, неонацистов и других ультраправых. Заявлял, что после Первомая 2015 года отошёл от политики, стал относиться к ней равнодушно.

## Акция под Верховной Радой
Ранее активный в ЖЖ (под ником shiitman, взятым из «Священной книги оборотня» Виктора Пелевина), Володарский получил известность после проведения 02.11.2009 перфоманса против Национальной экспертной комиссии по защите морали, которую акционист обвинял в цензуре и попытках ограничения свободы слова. В ходе перфоманса Александр Володарский и его оставшаяся анонимной партнёрша имитировали половой акт перед стенами Верховной Рады Украины, третий участник, обращаясь к журналистам, зачитывал речь об относительности моральных норм и невозможности однозначной трактовки понятия мораль.
После окончания акции уже одетый Александр Володарский был арестован, ему было предъявлено обвинение по ст. 296 ч. 2. уголовного кодекса Украины: «хулиганство, совершённое группой лиц». Художник провёл полтора месяца в СИЗО 13 (Лукьяновском СИЗО). Пока художник находился под стражей, проводились многочисленные акции в его поддержку. Благодаря общественному резонансу и вмешательству Виктора Ющенко, начиная с 18 декабря 2009 года Володарский находится на свободе под личным поручительством. По состоянию на август 2010 года судебное разбирательство не окончено, суды затягиваются по причине неявки свидетелей обвинения на заседания и существенные расхождений в их показаниях.
9 сентября 2010 года Володарскому вынесли обвинительный приговор: год ограничения свободы условно. С 2 марта по 22 июля 2011 года находился на спецпоселении в колонии в посёлке Коцюбинское Киевской области.
Александр Володарский не считает свой поступок хулиганством и настаивает на полном оправдании. Он неоднократно заявлял о нарушениях в ходе расследования дела, писал многочисленные жалобы на действия следователя и судьи направлял письмо (недоступная ссылка) президенту Украины Виктору Януковичу, информация о котором была перепечатана многими украинскими изданиями.
Сама акция и последовавший за ней арест вызвали дискуссию в украинском обществе и, в конечном итоге, поспособствовали активизации кампанию против цензуры, в которую включились такие украинские писатели, как Сергей Жадан и Юрий Андрухович.

## Другие акции

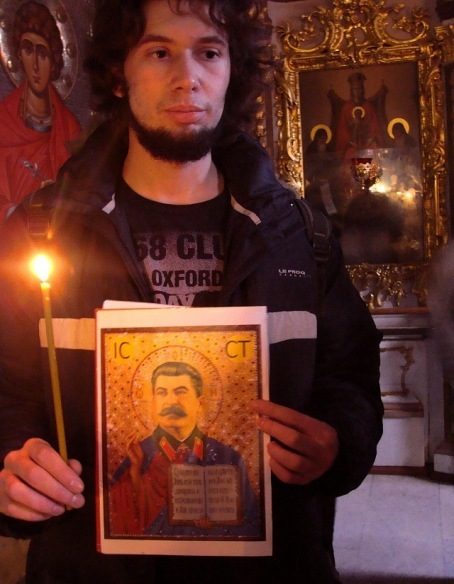
Александр Володарский с иконой Сталина

После выхода из СИЗО Александр Володарский произвёл ещё ряд художественно-политических акций, получивших своё освещение в блогосфере и СМИ.
Отдельно нужно выделить «Цензурирование зрителей» на презентации книги Олеся Ульяненко «Женщина его мечты», акцию «Преступление и наказание», и акцию «Православие или закон», проведённую в знак солидарности с жертвами клерикальной цензуры.
В конце сентября 2010 года в рамках выставки «Судебный эксперимент», посвящённой уголовным делам в адрес активистов, Володарский попросил нанести ему шрамирование с надписью «Здесь тебе не Европа» — слова, которые следователь сказал на его первом допросе.
Большой резонанс получила акция «Освящение Иконы Сталина» в Киево-Печерской Лавре, который был проведён Володарским в составе ситуационистской группы А. К. Т. (УПЦ официально опровергала факт «освящения»).
После задержания участников арт-группы «Война», Володарский инициировал в Киеве акцию солидарности с арестованными художниками.

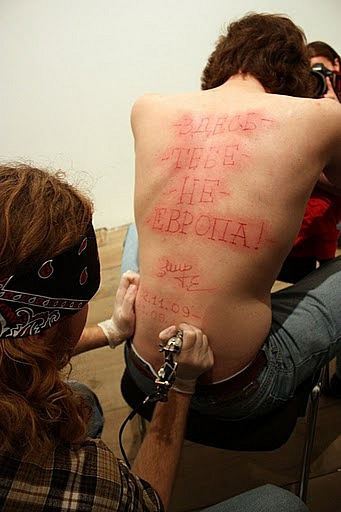
«Здесь тебе не Европа»

## Тексты
Александр Володарский публикуется в журнале «Автоном» и «Телекритика», «Политическая Критика» (русская и украинская редакции) и других.
Издательством «Ультракультура» планировалось издание тюремных записок Володарского.
Позже они вышли под заголовком «Химия» в издательстве «Радикальная Теория и Практика», тираж доступен в книжных магазинах России и Украины.